# ミナミコメツキガニ
ミナミコメツキガニ（南米搗蟹、Mictyris brevidactylus）は、エビ目（十脚目）・ミナミコメツキガニ科に分類されるカニの一種。東南アジア熱帯域の干潟に生息する小型のカニである。外見や生態はコメツキガニに似ているが、科のレベルで分類が異なる（コメツキガニはスナガニ科である）。ミナミノコメツキガニとも言う。

## 特徴

### 分布
種子島以南の南西諸島から台湾、香港、フィリピンまで分布する。琉球列島に棲息するものは2010年に琉球列島固有種の新種と同定された。

### 形態
甲幅は10mmほどで、生きているときは甲羅部分が青灰色をしている。複眼部分がやや尖った球形をしていて、甲羅の背中側中央に浅いU字型の溝がある。複眼はコメツキガニほど大きくない。甲羅のわりに口は大きく、半球形の顎脚が大顎を覆う。鋏脚は左右が同じ大きさで、はさみ部分は細く、二又のフォークのようになっており、砂をすくうのに都合がよい構造をしている。脚は細長く、甲幅よりも長い。

### 生息環境・生態
河口域に広がる軟らかい干潟に生息し、マングローブの海側の泥地などに多い。潮が引いた干潟の上で大きな群れをつくり、脚で体をかつぎ上げたような高い姿勢でゾロゾロと歩き回る。カニは横に歩くものが多いが、ミナミコメツキガニは前に歩くことが特徴。集団で前に歩く様が軍隊の隊列に似ていることから、"Soldier crab"という英名がある。コメツキガニとちがい、巣穴を作らない。
餌は砂泥中のデトリタスやプランクトンなどで、歩きながら砂泥を鋏脚でつまんで口に運び、砂泥中の餌をこしとって食べ、砂を球状にして足下へ捨てる動作を繰り返す。
天敵はサギ、シギ、チドリなどの鳥類やフエダイ、オオウナギなどの魚類、アシハラガニやベニツケガニなどの大型のカニであるが、このカニは逃げ込む巣穴を持たないかわりに、敵が来ると一瞬で足下の砂泥の中へ潜りこむ特技をもつ。これは脚で砂泥をかきながら、自分の体をねじのように回転させ、砂泥にすばやくねじ込むという一連の行動による。潮が満ちた時も同様に砂泥中にもぐり、次に潮が引くまで砂泥の中で過ごす。

### 食材として
日本国内において食材としては一般的ではない。また、実際に食べた場合に、味覚の一時的な異常が起きる事がある。